# Shalom Auslander
Shalom Auslander (Monsey, Nueva York, 1970) es un escritor estadounidense, autor de varios libros, así como habitual colaborador de periódicos y revistas como Esquire, The New Yorker, The New York Times Magazine, entre otros. Actualmente (2012), vive en Woodstock, en el estado de Nueva York.

## Breve biografía
Auslander, creció y fue educado en el seno de una comunidad judía ortodoxa, algo que le marcaría profundamente, tanto a su personalidad como su obra, que es en sí una reacción ante esa forma de vida radicalmente austera en lo material y temerosa de la ira divina.

## Estilo y temática en su obra
Auslander ejercita la provocación, tanto en el ensayo como en la ficción, con una definida perspectiva judeo-pesimista. Sus obras (novelas y narraciones breves), así como sus participaciones radiofónicas o sus artículos en prensa, están marcados por un fuerte sentido del humor, donde combina la crítica religiosa (en general y judía en particular), el sexo y el absurdo existencial con un marcado cinismo, incluso haciendo humor con el holocausto judío o Ana Frank. Ha sido comparado con Woody Allen y Philip Roth, también autores judíos considerados díscolos en esta comundidad religiosa y que usan el humor como vehículo de expresión.

## Premios y reconocimientos
- En 2012, Auslander publica, Hope: A Tragedy, que ganó el Jewish Quarterly-Wingate Prize (2013)[5] y fue finalista para el Thurber Prize for American Humor.[6]

## Obra

### Libros publicados
- Esperanza: Una tragedia (2012)
- Lamentaciones de un prepucio (2010)
- Beware of God: Stories (2005) No traducido al español aún.
- Mamá para cenar. Una novela caníbal (2021)

### Algunos relatos breves y artículos en revistas
- The New Yorker (15 de enero de 2007) (audiobook)
- "Nip it, bud", as appeared in Men's Health (June 2008)[7]
- Article on The Guardian of 2008-07-30
- Article on The Guardian of 2008-09-22

### Relación de alguna aparición en Radio
- "Israelis in America", an episode from the podcast The Notebook
- "Death Camp Blues" (enlace roto disponible en Internet Archive; véase el historial, la primera versión y la última)., a live storytelling from the podcast The Moth
- Shalom Auslander reads his true story, "The Blessing Bee." on This American Life
- Fresh Air with Terry Gross, interview from 2007-10-08